# Regola di de l'Hôpital
Nell'analisi matematica la regola di Bernoulli-de l'Hôpital, o anche regola di de l'Hôpital, è un procedimento che permette di calcolare vari limiti di quozienti di funzioni reali di variabile reale che convergono a forme indeterminate delle forme {\displaystyle {\frac {0}{0}}} e {\displaystyle {\frac {\infty }{\infty }}} con l'aiuto della derivata del numeratore e della derivata del denominatore. La regola si può estendere per cercare di calcolare limiti di funzioni appartenenti ad altre forme indeterminate.
La regola prende il nome da Guillaume François Antoine marchese de l'Hôpital oppure de l'Hospital (nome originario), matematico francese del XVII secolo, che la pubblicò per la prima volta nel suo libro Analyse des infiniment petits pour l'intelligence des lignes courbes (1696). È stato in seguito provato che la regola è da attribuirsi a Johann Bernoulli, suo insegnante e corrispondente; di conseguenza viene talora chiamata regola di Bernoulli.

## Il teorema
Siano {\displaystyle f,g:[a,b]\rightarrow \mathbb {R} } due funzioni reali di variabile reale continue in {\displaystyle [a,b]} e derivabili in {\displaystyle (a,b)} eccetto al più in {\displaystyle x_{0}}, con {\displaystyle -\infty \leq a<b\leq +\infty }; sia {\displaystyle g^{\prime }(x)} diversa da {\displaystyle 0} per {\displaystyle x\not =x_{0}}. Sia inoltre
{\displaystyle \lim _{x\to x_{0}}{f(x)}=\lim _{x\to x_{0}}g(x)=0}  oppure 
{\displaystyle \lim _{x\to x_{0}}{|f(x)|}=\lim _{x\to x_{0}}{|g(x)|}=\infty ,}
ed esista
{\displaystyle \lim _{x\to x_{0}}{\frac {f'(x)}{g'(x)}}=L\in \mathbb {\bar {R}} }.
Allora
{\displaystyle \lim _{x\to x_{0}}{\frac {f(x)}{g(x)}}=L}.
Perciò, se si cerca un limite di un quoziente il cui numeratore e denominatore convergono entrambi a zero, oppure divergono entrambi a infinito, può essere utile cercare di calcolare il quoziente delle derivate del numeratore e del denominatore. Se esiste il limite {\displaystyle L} di questo nuovo quoziente, allora esisterà anche il limite del quoziente originale e coinciderà con {\displaystyle L}. Se invece il nuovo quoziente a sua volta appartiene a una forma indeterminata, si può ripetere l'operazione, cioè cercare di calcolare il limite del quoziente delle derivate seconde e così via.
L'eventuale non esistenza del limite del quoziente delle derivate comunque non implica la non esistenza del limite del quoziente originale.

### Dimostrazione
La dimostrazione usuale fa uso del teorema di Cauchy ed è soggetta a variazioni a seconda che {\displaystyle x_{0}} e {\displaystyle L} siano finiti o infiniti, che {\displaystyle f} e {\displaystyle g} convergano a zero o a infinito, e che i limiti in considerazione siano destri, sinistri o bilateri. Tutte queste varianti seguono le due versioni principali qui sotto esposte, con opportune precisazioni, ma senza bisogno di introdurre nuovi ragionamenti. Inoltre è opportuno ricordare che ogni forma di indeterminazione del tipo "zero su zero" o "infinito su infinito" è riconducibile ciascuna all'altra; pertanto è sufficiente dimostrarne una delle due per ottenere automaticamente anche l'altra.

#### Zero su zero
Si considerino {\displaystyle x_{0}} e {\displaystyle L} reali e {\displaystyle f(x)} e {\displaystyle g(x)} funzioni convergenti a zero per {\displaystyle x\to x_{0}}.
Pertanto è possibile definire che sia {\displaystyle f(x_{0})=0} e {\displaystyle g(x_{0})=0}.
Questo implica la possibilità di considerare sia {\displaystyle f} sia {\displaystyle g} continue in {\displaystyle x_{0}}, senza per questo modificarne il limite (infatti, per definizione, il limite non dipende dalla valutazione nel punto {\displaystyle x_{0}}).
Poiché esiste {\displaystyle \lim _{x\to x_{0}}{\frac {f'(x)}{g'(x)}}}, esiste un intervallo {\displaystyle (x_{0}-\delta ,x_{0}+\delta )} tale che per ogni {\displaystyle x} nell'intervallo, eccetto al più {\displaystyle x_{0}} stesso, sia {\displaystyle f'(x)} sia {\displaystyle g'(x)} esistono e {\displaystyle g'(x)\neq 0} .
Se {\displaystyle x\in (x_{0},x_{0}+\delta )}, si possono applicare sia il teorema di Rolle sia il teorema di Cauchy sull'intervallo {\displaystyle [x_{0},x]} (lo stesso vale, con argomentazioni simili, nell'intervallo {\displaystyle (x_{0}-\delta ,x_{0})}). Il teorema di Rolle implica che su tale intervallo sia {\displaystyle g(x)\neq 0} (altrimenti esisterebbe {\displaystyle y\in (x_{0},x)} con {\displaystyle g'(y)=0}). Il teorema di Cauchy asserisce che esiste un punto {\displaystyle \xi _{x}} in {\displaystyle (x_{0},x)} tale che
{\displaystyle {\frac {f(x)-f(x_{0})}{g(x)-g(x_{0})}}={\frac {f(x)}{g(x)}}={\frac {f'(\xi _{x})}{g'(\xi _{x})}}.}
Se {\displaystyle x} tende a {\displaystyle x_{0}}, allora {\displaystyle \xi _{x}<x} tende a {\displaystyle x_{0}}. Poiché {\displaystyle \displaystyle \lim _{x\to x_{0}}{\frac {f'(x)}{g'(x)}}} esiste, segue che
{\displaystyle \lim _{x\to x_{0}}{\frac {f(x)}{g(x)}}=\lim _{x\to x_{0}}{\frac {f'(\xi _{x})}{g'(\xi _{x})}}=\lim _{x\to x_{0}}{\frac {f'(x)}{g'(x)}}.}

#### Infinito su infinito
Si consideri {\displaystyle L} finito, e {\displaystyle f} e {\displaystyle g} tendenti a {\displaystyle +\infty } per {\displaystyle x\to c=+\infty }.
Per ogni {\displaystyle \varepsilon >0}, esiste {\displaystyle m} tale che
{\displaystyle \left|{\frac {f'(x)}{g'(x)}}-L\right|<\varepsilon \quad {\text{per }}x\geq m.}
Il teorema del valor medio implica che se {\displaystyle x>m}, allora {\displaystyle g(x)\neq g(m)} (altrimenti esisterebbe {\displaystyle y\in (m,x)} con {\displaystyle g'(y)=0}). Il teorema di Cauchy applicato all'intervallo {\displaystyle [m,x]} garantisce che
{\displaystyle \left|{\frac {f(x)-f(m)}{g(x)-g(m)}}-L\right|<\varepsilon \quad {\text{per }}x>m.}
Poiché {\displaystyle f} diverge a {\displaystyle +\infty }, se {\displaystyle x} è sufficientemente grande, allora {\displaystyle f(x)\neq f(m)}. Dunque si potrà scrivere
{\displaystyle {\frac {f(x)}{g(x)}}={\frac {f(x)-f(m)}{g(x)-g(m)}}\cdot {\frac {f(x)}{f(x)-f(m)}}\cdot {\frac {g(x)-g(m)}{g(x)}}.}
Si consideri,
{\displaystyle {\begin{aligned}\left|{\frac {f(x)}{g(x)}}-{\frac {f(x)-f(m)}{g(x)-g(m)}}\right|&=\\&=\left|{\frac {f(x)-f(m)}{g(x)-g(m)}}\cdot {\frac {f(x)}{f(x)-f(m)}}\cdot {\frac {g(x)-g(m)}{g(x)}}-{\frac {f(x)-f(m)}{g(x)-g(m)}}\right|\\&\leq \left|{\frac {f(x)-f(m)}{g(x)-g(m)}}\right|\left|{\frac {f(x)}{f(x)-f(m)}}\cdot {\frac {g(x)-g(m)}{g(x)}}-1\right|\\&<(|L|+\varepsilon )\left|{\frac {f(x)}{f(x)-f(m)}}\cdot {\frac {g(x)-g(m)}{g(x)}}-1\right|.\end{aligned}}}
Per {\displaystyle x} sufficientemente grande, questo è meno di qualunque {\displaystyle \varepsilon } e dunque
{\displaystyle {\begin{aligned}&\left|{\frac {f(x)}{g(x)}}-L\right|\leq \left|{\frac {f(x)}{g(x)}}-{\frac {f(x)-f(m)}{g(x)-g(m)}}+{\frac {f(x)-f(m)}{g(x)-g(m)}}-L\right|\leq \left|{\frac {f(x)}{g(x)}}-{\frac {f(x)-f(m)}{g(x)-g(m)}}\right|+\left|{\frac {f(x)-f(m)}{g(x)-g(m)}}-L\right|<2\varepsilon .\end{aligned}}}
Il che implica che:{\displaystyle \lim _{x\to +\infty }{\frac {f(x)}{g(x)}}=\lim _{x\to +\infty }{\frac {f'(x)}{g'(x)}}=L.}

## Esempi

### Applicazioni singole
Si consideri:
{\displaystyle {\begin{aligned}\lim _{x\to +\infty }{\frac {\sqrt {x}}{\ln(x)}}{\overset {\text{l'Hôpital}}{=}}\lim _{x\to +\infty }{\frac {\frac {1}{2{\sqrt {x}}}}{\frac {1}{x}}}=\lim _{x\to +\infty }{\frac {\sqrt {x}}{2}}=+\infty \end{aligned}}}

### Applicazioni iterate
Avendo a che fare con funzioni derivabili più volte e avendo cura di verificare che le ipotesi del teorema siano valide a ogni passaggio, sarà possibile applicare il teorema più volte, come nei casi qui sotto riportati.
{\displaystyle {\begin{aligned}&\lim _{x\to 0}{\frac {e^{x}-e^{-x}-2x}{x-\operatorname {sen} (x)}}{\overset {\text{l'Hôpital}}{=}}\lim _{x\to 0}{\frac {e^{x}-(-e^{-x})-2}{1-\operatorname {cos} (x)}}\\&{\overset {\text{l'Hôpital}}{=}}\lim _{x\to 0}{\frac {e^{x}-e^{-x}}{\operatorname {sen} (x)}}{\overset {\text{l'Hôpital}}{=}}\lim _{x\to 0}{\frac {e^{x}-(-e^{-x})}{\cos(x)}}\\&={\frac {e^{0}+e^{-0}}{\cos(0)}}={\frac {1+1}{1}}=2\end{aligned}}}
Per ogni {\displaystyle n>0} intero, si ha che:
{\displaystyle {\begin{aligned}&\lim _{x\to +\infty }{\frac {x^{n}}{e^{x}}}{\overset {\text{l'Hôpital}}{=}}\lim _{x\to +\infty }{\frac {n\cdot x^{n-1}}{e^{x}}}\\&{\overset {\text{l'Hôpital}}{=}}\lim _{x\to +\infty }{\frac {n\cdot (n-1)x^{n-2}}{e^{x}}}{\overset {\text{l'Hôpital}}{=}}\ldots {\overset {\text{l'Hôpital}}{=}}\lim _{x\to +\infty }{\frac {n!}{e^{x}}}=0\end{aligned}}}

### Altre forme di indeterminazione
La regola di de l'Hôpital può essere utile anche per trattare forme indeterminate del tipo {\displaystyle 0\cdot \infty }, in quanto queste si possono ricondurre facilmente alle due precedentemente considerate. Questo accade ad esempio per il limite
{\displaystyle \lim _{x\to 0^{+}}x\ln x=0\cdot (-\infty )} ;
infatti basta riscrivere:
{\displaystyle {\begin{aligned}\lim _{x\to 0^{+}}x\ln x&=\lim _{x\to 0^{+}}{\frac {\ln x}{\frac {1}{x}}}={\frac {-\infty }{+\infty }}\\&{\overset {\text{l'Hôpital}}{=}}\lim _{x\to 0^{+}}{\frac {\frac {1}{x}}{-{\frac {1}{x^{2}}}}}=\lim _{x\to 0^{+}}-x=0\\\end{aligned}}}
Espedienti simili possono essere talvolta usati anche per altre forme di indeterminazione, come {\displaystyle 1^{\infty }}, {\displaystyle 0^{0}}, {\displaystyle \infty ^{0}} e {\displaystyle +\infty -\infty }. Ad esempio, per valutare un limite del tipo {\displaystyle +\infty -\infty }, si può provare a riscrivere la differenza sotto forma di quoziente:
{\displaystyle {\begin{aligned}&\lim _{x\to 1}{\frac {x}{x-1}}-{\frac {1}{\ln x}}=\lim _{x\to 1}{\frac {x\ln x-x+1}{(x-1)\ln x}}\\&{\overset {\text{l'Hôpital}}{=}}\lim _{x\to 1}{\frac {\ln x}{{\frac {x-1}{x}}+\ln x}}=\lim _{x\to 1}{\frac {x\ln x}{x-1+x\ln x}}\\&{\overset {\text{l'Hôpital}}{=}}\lim _{x\to 1}{\frac {1+\ln x}{2+\ln x}}={\frac {1}{2}},\end{aligned}}}
La regola di de l'Hôpital si può utilizzare anche per valutare forme indeterminate che coinvolgono le potenze usando i logaritmi per spostare la forma indeterminata da un esponenziale a un prodotto. In questo esempio si considera una forma indeterminata del tipo {\displaystyle \left[0^{0}\right]}:
{\displaystyle \lim _{x\to 0^{+}}x^{x}=\lim _{x\to 0^{+}}e^{\ln x^{x}}=\lim _{x\to 0^{+}}e^{x\ln x}=e^{\lim \limits _{x\to 0^{+}}x\ln x}.}
Poiché la funzione esponenziale è continua infatti è possibile passare il limite all'esponente e quindi operare come nell'esempio riportato sopra per ottenere:
{\displaystyle \lim _{x\to 0^{+}}x^{x}=e^{0}=1.}

## Corollario
Una conseguenza semplice ma molto utile del teorema di de l'Hôpital è un noto criterio di derivabilità, che esprime quanto segue: supponiamo che {\displaystyle f} sia continua in {\displaystyle a}, e che {\displaystyle f'(x)} esista per ogni {\displaystyle x} in qualche intervallo contenente {\displaystyle a}, eccetto forse per {\displaystyle x=a}. Supponiamo, inoltre, che {\displaystyle \lim _{x\rightarrow a}f'(x)} esista finito. Allora {\displaystyle f'(a)} anch'esso esiste, e
{\displaystyle f'(a)=\lim _{x\rightarrow a}f'(x)}.

### Dimostrazione
È sufficiente considerare le funzioni {\displaystyle h(x)=f(x)-f(a)} e {\displaystyle g(x)=x-a}. La continuità di {\displaystyle f} in {\displaystyle a} ci dice che {\displaystyle \lim _{x\rightarrow a}h(x)=0}; ovviamente anche {\displaystyle \lim _{x\rightarrow a}g(x)=0}, dato che una funzione polinomiale è sempre continua ovunque. Applicando la regola di de l'Hôpital concludiamo che {\displaystyle f'(a):=\lim _{x\rightarrow a}{\frac {f(x)-f(a)}{x-a}}=\lim _{x\rightarrow a}{\frac {h(x)}{g(x)}}=\lim _{x\rightarrow a}f'(x)}.